# Fiorinia fuzhouensis
Fiorinia fuzhouensis är en insektsart som beskrevs av Young 1987. Fiorinia fuzhouensis ingår i släktet Fiorinia och familjen pansarsköldlöss. Inga underarter finns listade i Catalogue of Life.